# Liste der Kulturdenkmäler in Reiskirchen
Die folgende Liste enthält die in der Denkmaltopographie ausgewiesenen Kulturdenkmäler auf dem Gebiet  der Gemeinde Reiskirchen, Landkreis Gießen, Hessen.
Hinweis: Die Reihenfolge der Denkmäler in dieser Liste orientiert sich zunächst an Ortsteilen und anschließend der Anschrift, alternativ ist sie auch nach der Bezeichnung, der vom Landesamt für Denkmalpflege vergebenen Nummer oder der Bauzeit sortierbar.
Kulturdenkmäler werden fortlaufend im Denkmalverzeichnis des Landes Hessen durch das Landesamt für Denkmalpflege Hessen auf Basis des Hessischen Denkmalschutzgesetzes (HDSchG) geführt. Die Schutzwürdigkeit eines Kulturdenkmals hängt nicht von der Eintragung in das Denkmalverzeichnis des Landes Hessen oder der Veröffentlichung in der Denkmaltopographie ab.

Das Vorhandensein oder Fehlen eines Objekts in dieser Liste ist keine rechtsverbindliche Auskunft darüber, ob es Kulturdenkmal ist oder nicht: Diese Liste entspricht möglicherweise nicht dem aktuellen Stand der offiziellen Denkmaltopographie. Diese ist für Hessen in den entsprechenden Bänden der Denkmaltopographie Bundesrepublik Deutschland und im Internet unter DenkXweb – Kulturdenkmäler in Hessen einsehbar. Auch diese Quellen sind, obwohl sie durch das Landesamt für Denkmalpflege Hessen aktualisiert werden, nicht immer aktuell, da es im Denkmalbestand immer wieder Änderungen gibt.
Eine verbindliche Auskunft erteilt allein das Landesamt für Denkmalpflege Hessen.
Nutze diese Kartenansicht, um Koordinaten in der Liste zu setzen. In dieser Kartenansicht sind Kulturdenkmale ohne Koordinaten mit einem roten bzw. orangen Marker dargestellt und können in der Karte gesetzt werden. Kulturdenkmale ohne Bild sind mit einem blauen bzw. roten Marker gekennzeichnet, Kulturdenkmale mit Bild mit einem grünen bzw. orangen Marker.

## Kulturdenkmäler nach Ortsteilen

### Bersrod
| Bild           | Bezeichnung                        | Lage                                                                 | Beschreibung | Bauzeit                   | Objekt-Nr. |
| -------------- | ---------------------------------- | -------------------------------------------------------------------- | --- | ------------------------- | ---------- |
| weitere Bilder | Gesamtanlage historischer Ortskern | Am Weiher 1-5, 2-16, Lindenplatz 3-11, 2-4, 8-10, Zur Eiche 2-6 Lage | Historischer Kern mit charakteristischem alten Dorfplatz |                           | 48893 DDB  |
| weitere Bilder | Ehemalige Schule mit Spritzenhaus  | Am Weiher 1 LageFlur: 2, Flurstück: 67                               | Eckbau mit Giebeln zu drei Seiten, niedrigerer Dachfirst stößt mittig in höheres Dach | 1912/13                   | 48894 DDB  |
| weitere Bilder | Ev. Kirche                         | Am Weiher 2 LageFlur: 2, Flurstück: 44/1                             | Im Kern gotische Saalkirche des 13./14. Jahrhunderts mit quadratischem Chor im östlichen Drittel und achtseitigem Dachreiter, symmetrisch gestaltete Südfassade von 1763 im Stil des Klassizismus | 13./14. Jahrhundert/1763  | 48895 DDB  |
| weitere Bilder |                                    | Am Weiher 5 LageFlur: 2, Flurstück: 71/2                             | Verputztes Fachwerkwohnhaus, Zwerchhaus | 17. Jahrhundert           | 48896 DDB  |
| weitere Bilder |                                    | Am Weiher 12 LageFlur: 2, Flurstück: 39                              | Fachwerkwohnhaus | Spätes 18. Jahrhundert    | 48897 DDB  |
| weitere Bilder |                                    | Am Weiher 13 LageFlur: 2, Flurstück: 79                              | Fachwerkwohnhaus, Fachwerknebengebäude, Scheune | Spätes 18. Jahrhundert    | 48898 DDB  |
| weitere Bilder |                                    | Am Weiher 16 LageFlur: 2, Flurstück: 35                              | Fachwerkwohnhaus | 17./19. Jahrhundert       | 48899 DDB  |
| weitere Bilder | Wasserwerk                         | Auf dem Buchwald LageFlur: 13, Flurstück: 44                         | Lungsteinportal | 1908                      | 48900 DDB  |
| weitere Bilder |                                    | Lindenplatz 4 LageFlur: 2, Flurstück: 53                             | Fachwerkwohnhaus, genaste Kurzstreben, verputztes Untergeschoss | Um 1700                   | 48901 DDB  |
| weitere Bilder |                                    | Lindenplatz 8 LageFlur: 2, Flurstück: 66                             | Fachwerkwohnhaus | Beginn 18. Jahrhundert    | 48902 DDB  |
| weitere Bilder | Backhaus                           | Lindenplatz 13 LageFlur: 2, Flurstück: 54                            | Schlichter Bau, Vorhalle mit vier Pfeilern | Nach 1912/13              | 48903 DDB  |
| weitere Bilder |                                    | Talstraße 5 LageFlur: 2, Flurstück: 61                               | Zweizoniges Fachwerkwohnhaus | 18. Jahrhundert           | 48904 DDB  |
| weitere Bilder |                                    | Talstraße 7 LageFlur: 2, Flurstück: 60                               | Breites Fachwerkwohnhaus, Mannfiguren | 18/19. Jahrhundert        | 48905 DDB  |
| weitere Bilder |                                    | Zur Eiche 2 LageFlur: 1, Flurstück: 43                               | Fachwerkwohnhaus, Erdgeschoss verputzt, aufwendig gestaltetes Fachwerk | 2. Hälfte 17. Jahrhundert | 48906 DDB  |
| weitere Bilder | Brunnen                            | Zur Eiche LageFlur: 2, Flurstück: 84/2                               | Gusseiserne Pumpe | Spätes 19. Jahrhundert    | 48907 DDB  |

### Burkhardsfelden
| Bild           | Bezeichnung                                 | Lage                                                                                                   | Beschreibung | Bauzeit                           | Objekt-Nr. |
| -------------- | ------------------------------------------- | --- | --- | --------------------------------- | ---------- |
| weitere Bilder | Gesamtanlage historischer Ortskern          | Lage                                                                                                   | Umkreis der Kirche mit Hofreiten nördlich und östlich, Dorfplatz südöstlich                                                                                                  |                                   | 48909 DDB  |
| weitere Bilder | Brunnen                                     | Brunnenstraße 4 LageFlur: 1, Flurstück: 236/2                                                          | Brunnen mit umfassender Mauer und Trögen | 18. Jahrhundert                   | 48910 DDB  |
| weitere Bilder | Ehemaliger Herrenhof, später Zigarrenfabrik | Hauptstraße 4, Hauptstraße 6, Wasserstraße, Brühlstraße LageFlur: 1, Flurstück: 99/5, 99/6, 99/7, 99/8 | Von drei Straßen umgebener Hof, siebenachsiger Hauptbau mit Mansardendach, verputzter Fachwerkbau, Umfassungsmauer                                                           |                                   | 48911 DDB  |
| weitere Bilder |                                             | Hauptstraße 14 LageFlur: 1, Flurstück: 10                                                              | Fachwerkwohnhaus, Mannfigur | 18. Jahrhundert                   | 48912 DDB  |
| weitere Bilder | Backhaus                                    | Hauptstraße 22 LageFlur: 1, Flurstück: 54                                                              | Fachwerkbau auf platzartiger Straßenerweiterung | Um 1800                           | 48914 DDB  |
| weitere Bilder |                                             | Hauptstraße 23 LageFlur: 1, Flurstück: 80                                                              | Fachwerkwohnhaus, hoher Sockel, Fenstergliederung weitgehend ursprünglich | Frühes 18. Jahrhundert            | 48915 DDB  |
| weitere Bilder | Pumpe                                       | Hauptstraße L 3129 LageFlur: 1, Flurstück: 507/1                                                       | Gusseiserne Schwengelpumpe |                                   | 48916 DDB  |
| weitere Bilder |                                             | Kirchplatz 4 LageFlur: 1, Flurstück: 2/5                                                               | Verputztes Fachwerkwohnhaus | 18. Jahrhundert                   | 48917 DDB  |
| weitere Bilder | Ev. Kirche                                  | Kirchplatz 18 LageFlur: 1, Flurstück: 40                                                               | Schmaler einschiffiger Saalbau auf rechteckigem Grundriss mit geradem Ostabschluss und kleinen pfeilerartigen Turm im Südwesten mit dreigeschossigem geschweiftem Helmaufbau | Erste Hälfte des 13. Jahrhunderts | 48918 DDB  |
| weitere Bilder |                                             | Kirchplatz 26 LageFlur: 1, Flurstück: 55/1                                                             | Verputzt/verblendetes Fachwerkwohnhaus, Fachwerknebengebäude | 1671/1682 (Inschrift)             | 48919 DDB  |
| weitere Bilder | Ehemalige Schule                            | Licher Berg 2 LageFlur: 1, Flurstück: 161                                                              | Siebenachsiger Klinker-Putzbau | 1901/1913                         | 48920 DDB  |
| weitere Bilder | Wasserbehälter                              | Auf dem Licher Berg LageFlur: 8, Flurstück: 63/2                                                       | Symmetrisches Stollenportal aus Lungstein | 1908                              | 48924 DDB  |
| weitere Bilder |                                             | Sackgasse 5 LageFlur: 1, Flurstück: 17                                                                 | Verputztes Fachwerkwohnhaus | 17., oder 18. Jahrhundert         | 48921 DDB  |
| weitere Bilder |                                             | Sackgasse 10 LageFlur: 1, Flurstück: 261/1                                                             | In Blickrichtung der Sackgasse gelegenes verputztes Fachwerkwohnhaus | 18. Jahrhundert                   | 48922 DDB  |
| weitere Bilder |                                             | Wasserstraße 32 LageFlur: 1, Flurstück: 93                                                             | Fachwerkwohnhaus in Ecklage, Freitreppe zur Straße | 19. Jahrhundert                   | 48923 DDB  |

### Ettingshausen
| Bild           | Bezeichnung                        | Lage | Beschreibung | Bauzeit                                | Objekt-Nr. |
| -------------- | ---------------------------------- | --- | --- | -------------------------------------- | ---------- |
| weitere Bilder | Gesamtanlage historischer Ortskern | Am Bach 1-3, 2, Bessinger Straße 1-3, 2-4, Brauhausgasse 1,3, Kirchgasse 1, Mühlgasse 1, Rathausstraße 1-29, 35-37, 2-6, 14-54 Lage | Dorfanlage um die Rathausstraße des historischen Straßendorfes |                                        | 48926 DDB  |
| weitere Bilder |                                    | Am Bach 1 LageFlur: 1, Flurstück: 255/2                                                                                             | Fachwerkwohnhaus, nach 2008 freigelegt | Spätes 17. oder frühes 18. Jahrhundert | 48927 DDB  |
| weitere Bilder |                                    | Am Bach 3 LageFlur: 1, Flurstück: 256/2                                                                                             | Dreigeschossiges Fachwerkwohnhaus, verklinkertes Untergeschoss |                                        | 48928 DDB  |
| weitere Bilder | Ehemaliger Bahnhof                 | Am Bahnhof 3 LageFlur: 1, Flurstück: 28/2                                                                                           | Gebäude im Burgenstil, Treppenhausturm | 1904                                   | 48929 DDB  |
| weitere Bilder |                                    | Kirchgasse 1 LageFlur: 1, Flurstück: 58/3                                                                                           | Barockes Fachwerkwohnhaus, Fachwerk im Obergeschoss | Spätes 17. Jahrhundert                 | 48930 DDB  |
| weitere Bilder |                                    | Kirchgasse 8 LageFlur: 1, Flurstück: 23/2                                                                                           | Kleines Fachwerkwohnhaus auf Hofreite, ein Fenster mit Bleiverglasung                                                                                                   | Frühes 18. Jahrhundert                 |            |
| weitere Bilder |                                    | Rathausstraße 3 LageFlur: 1, Flurstück: 263/5                                                                                       | Fachwerkwohnhaus, breite Mannfiguren | 18. Jahrhundert                        | 48932 DDB  |
| weitere Bilder |                                    | Rathausstraße 6 LageFlur: 1, Flurstück: 1                                                                                           | Langgezogenes Fachwerkgebäude, herzförmig ausgeschnitzte Kopfwinkelhölzer                                                                                               | 17. Jahrhundert                        | 48933 DDB  |
| weitere Bilder |                                    | Rathausstraße 7 LageFlur: 1, Flurstück: 242/1                                                                                       | Fachwerkwohnhaus, niedriger Sockel mit zwei Kellereinwürfen | 17. Jahrhundert                        | 48934 DDB  |
| weitere Bilder |                                    | Rathausstraße 9 LageFlur: 1, Flurstück: 241                                                                                         | Fachwerkwohnhaus, verputztes Untergeschoss, Scheune, Mauereinfriedung                                                                                                   |                                        | 48935 DDB  |
| weitere Bilder | Ev. Kirche                         | Rathausstraße 14 LageFlur: 1, Flurstück: 15/2                                                                                       | Saalkirche mit Schopfwalmdach und östlichem Chorturm aus der Übergangszeit zwischen Romanik und Gotik, verschiefertes zweistufiges Pyramidendach aus spätgotischer Zeit | 13. Jahrhundert                        | 48936 DDB  |
| weitere Bilder | Ehemaliges Rathaus                 | Rathausstraße 19 LageFlur: 1, Flurstück: 206/4                                                                                      | Fünfachsiger kubischer verputzter Fachwerkbau mit Mansardendach, Sonnenuhr                                                                                              | 1775                                   | 48937 DDB  |
| weitere Bilder |                                    | Rathausstraße 37 LageFlur: 1, Flurstück: 175                                                                                        | Fachwerkwohnhaus | Frühes 18. Jahrhundert                 | 48938 DDB  |
| weitere Bilder |                                    | Rathausstraße 40 LageFlur: 1, Flurstück: 74                                                                                         | Fachwerkwohnhaus | Um 1700                                | 48939 DDB  |
| weitere Bilder |                                    | Rathausstraße 44 LageFlur: 1, Flurstück: 76/1                                                                                       | Fachwerkwohnhaus, Mannfigur, Erdgeschoss verputzt | Frühes 18. Jahrhundert                 | 48940 DDB  |
| weitere Bilder |                                    | Rathausstraße 50 LageFlur: 1, Flurstück: 79/1                                                                                       | Fachwerkwohnhaus, Mannfigur | Frühes 18. Jahrhundert                 | 48941 DDB  |
| weitere Bilder |                                    | Rathausstraße 54 LageFlur: 1, Flurstück: 97/1                                                                                       | Fachwerkwohnhaus, Erdgeschoss massiv erneuert | 18. Jahrhundert                        | 48942 DDB  |
| weitere Bilder | Schule                             | Rathausstraße 70 LageFlur: 1, Flurstück: 111/1                                                                                      | Sechsachsiges gründerzeitliches Backsteingebäude, flaches Walmdach | 1894 (Wetterfahne)                     | 48943 DDB  |
| weitere Bilder |                                    | Raum 3 LageFlur: 1, Flurstück: 212                                                                                                  | Voluminöses Fachwerkeinhaus |                                        | 48944 DDB  |
| weitere Bilder |                                    | Raum 4 LageFlur: 1, Flurstück: 189/1                                                                                                | Fachwerkhofreite, Wohnhaus, Scheune |                                        | 48945 DDB  |
| weitere Bilder |                                    | Raum 5 LageFlur: 1, Flurstück: 213/1                                                                                                | Verputztes Fachwerkwohnhaus, Wirtschaftsgebäude | Frühes 18. Jahrhundert                 | 48946 DDB  |
| weitere Bilder |                                    | Raum 8 LageFlur: 1, Flurstück: 193/1                                                                                                | Im Hof liegendes Fachwerkwohnhaus | Um 1700                                | 48947 DDB  |
| weitere Bilder |                                    | Raum 10 LageFlur: 1, Flurstück: 195/1                                                                                               | Fachwerkwohnhaus, Mannfigur, alte Eingangstür mit Oberlicht, Scheune, Klinker-Einfassungsmauer                                                                          | Frühes 18. Jahrhundert                 | 48948 DDB  |

### Hattenrod
| Bild           | Bezeichnung                        | Lage | Beschreibung | Bauzeit                                  | Objekt-Nr. |
| -------------- | ---------------------------------- | --- | --- | ---------------------------------------- | ---------- |
| weitere Bilder | Gesamtanlage historischer Ortskern | Am Hinterhof 12, Am Lindenberg 1-11, 2-8, Birkenweg 1-11, 4-6, Brunnengasse 1-11, 2-8, Herrnstraße 1, 2-4, 7-11, Licher Straße 13-25, 16-22 Lage | Alte Ortsanlage südöstlich der Kirche |                                          | 48950 DDB  |
| weitere Bilder |                                    | Am Lindenberg 2 LageFlur: 1, Flurstück: 75 | Verputzt/verblendetes Fachwerkwohnhaus in Ecklage |                                          | 48952 DDB  |
| weitere Bilder |                                    | Am Lindenberg 7 LageFlur: 1, Flurstück: 97/1 | Hofreite nahe der Kirche, schmales giebelseitig verschiefertes Fachwerkwohnhaus, Scheune, Nebengebäude                                                                                   |                                          | 48951 DDB  |
| weitere Bilder | Kirche                             | Am Lindenberg 8 LageFlur: 1, Flurstück: 110/2 | Saalkirche von 1952, gotischer Turm aus dem 14. oder 15. Jahrhundert mit dreigeschossigem Helmaufbau aus dem Anfang des 18. Jahrhunderts, spätgotischer gemalter Flügelaltar (nach 1489) | 14./15. Jh./1952                         | 48953 DDB  |
| weitere Bilder |                                    | Birkenweg 4 LageFlur: 1, Flurstück: 64 | Fachwerkwohnhaus | 1815 (Inschrift)                         | 48954 DDB  |
| weitere Bilder |                                    | Birkenweg 9 LageFlur: 1, Flurstück: 37/4 | Mit aufwendiger Fassadendekoration verputztes Fachwerkwohnhaus |                                          | 48955 DDB  |
| weitere Bilder |                                    | Brunnengasse 3 LageFlur: 1, Flurstück: 71 | Verputztes Fachwerkwohnhaus im Einmündungsbereich in die Licher Straße | 17., oder 18. Jahrhundert                | 48956 DDB  |
| weitere Bilder |                                    | Brunnengasse 5 LageFlur: 1, Flurstück: 66 | Verputztes Fachwerkwohnhaus | 18. Jahrhundert                          | 48957 DDB  |
| weitere Bilder |                                    | Brunnengasse 7 LageFlur: 1, Flurstück: 65/1 | Verputztes Fachwerkwohnhaus mit reicher Putzornamentik | Beginnendes 20. Jahrhundert (Ornamentik) | 48958 DDB  |
| weitere Bilder |                                    | Herrnstraße 3 LageFlur: 1, Flurstück: 19/1 | Fachwerkwohnhaus, Fachwerk in Obergeschoss und Giebel, Mannfigur | Um 1700                                  | 48959 DDB  |
| weitere Bilder |                                    | Herrnstraße 4 LageFlur: 1, Flurstück: 26/1 | Großvolumiges Fachwerkwohnhaus, gequaderter Sockel, verschindeltes Erdgeschoss, Mannfigur, Eingangstür mit Oberlicht, Scheune, Mauereinfriedung                                          | Um 1700                                  |            |
| weitere Bilder |                                    | Herrnstraße 9 LageFlur: 1, Flurstück: 5 | Verputztes Fachwerkwohnhaus, giebelseitig verkleidet sind Obergeschoss und Giebel |                                          | 48961 DDB  |

### Lindenstruth
| Bild           | Bezeichnung             | Lage                                             | Beschreibung | Bauzeit                | Objekt-Nr. |
| -------------- | ----------------------- | ------------------------------------------------ | --- | ---------------------- | ---------- |
| weitere Bilder | Gesamtanlage Untergasse | Untergasse 22-34 Lage                            | Giebelständige Fachwerkwohnhäuser, tiefe Parzellen mit Scheunenzeile und Gärten | 19. Jahrhundert        | 48963 DDB  |
| weitere Bilder |                         | Alsfelder Straße 14 LageFlur: 2, Flurstück: 64/1 | Verputztes Fachwerkwohnhaus in Ecklage | Um 1700                | 48964 DDB  |
| weitere Bilder |                         | Alsfelder Straße 29 LageFlur: 2, Flurstück: 152  | Fachwerkwohnhaus am Kreuzungsbereich, Erdgeschoss erneuert | Frühes 18. Jahrhundert | 48965 DDB  |
| weitere Bilder | Schule                  | Alsfelder Straße 44 LageFlur: 2, Flurstück: 101  | Gründerzeitliches dreiachsiges Klinkerwohnhaus mit Gauben | 1900–1910              | 48966 DDB  |
| weitere Bilder | Ev. Kirche              | Untergasse 18 LageFlur: 2, Flurstück: 31/1       | Im Kern gotische Saalkirche, im Barock umgebaut und erweitert, seitdem vorkragendes Walmdach mit sechsseitigem Dachreiter, Südfenster und Innenausstattung Ende der 1950er Jahre erneuert | 1370/1741              | 48967 DDB  |

### Reiskirchen
| Bild           | Bezeichnung                        | Lage                                                                    | Beschreibung | Bauzeit                | Objekt-Nr. |
| -------------- | ---------------------------------- | ----------------------------------------------------------------------- | --- | ---------------------- | ---------- |
| weitere Bilder | Gesamtanlage historischer Ortskern | Burkhardsfelder Straße 1, 7-11, Grünberger Straße 65-71, 60-72 Lage     | Langgestreckte Hofparzellen in unveränderter Gebäudestellung an der von Osten nach Norden abknickenden Grünberger Straße        |                        | 48970 DDB  |
| weitere Bilder | Gesamtanlage Oberdorfstraße        | Oberdorfstraße 19-23, 36-38 Lage                                        | Drei Hofanlagen bei der Kirche an platzartig aufweitender Oberdorfstraße                                                        | 18. Jahrhundert        | 48971 DDB  |
| weitere Bilder | Steinkreuz                         | Endersstraße 6 LageFlur: 6, Flurstück: 39/9                             | Basaltkreuz, rudimentär erhalten                                                                                                |                        | 65566 DDB  |
| weitere Bilder | Gedenkstein                        | Endersstraße 6 LageFlur: 6, Flurstück: 39/9                             | Gedenkstein 25 Jahre Friedensschluss 1871                                                                                       | 1896                   | 65566 DDB  |
| weitere Bilder |                                    | Gartenstraße 11 LageFlur: 4, Flurstück: 61                              | Städtische Formen adaptierendes zweieinhalbgeschossiges asymmetrisches Jugendstilwohnhaus                                       | 1903                   | 48972 DDB  |
| weitere Bilder | Ehemaliges Gasthaus Zum Hirsch     | Grünberger Straße 50 LageFlur: 4, Flurstück: 43/5                       | Langgezogenes Eckhaus, Zwerchhaus, Eingang mit Vorbau                                                                           | Anfang 19. Jahrhundert | 48973 DDB  |
| weitere Bilder |                                    | Grünberger Straße 57 LageFlur: 1, Flurstück: 29                         | Verkleidet/verputztes Fachwerkwohnhaus                                                                                          |                        | 48974 DDB  |
| weitere Bilder |                                    | Grünberger Straße 71 LageFlur: 1, Flurstück: 3                          | Zurückgesetztes schmales Fachwerkwohnhaus, Freitreppe                                                                           | 1806/7                 | 48975 DDB  |
| weitere Bilder | Backhaus                           | Oberdorfstraße 3 LageFlur: 1, Flurstück: 24                             | Schlichtes Lungsteingebäude | Anfang 20. Jahrhundert | 48976 DDB  |
| weitere Bilder | Altes Pfarrhaus                    | Oberdorfstraße 23 LageFlur: 1, Flurstück: 72                            | Straßenzug vor der Kirche dominierendes Fachwerkwohnhaus, Freitreppe                                                            | 18. Jahrhundert        | 48977 DDB  |
| weitere Bilder |                                    | Oberdorfstraße 24 LageFlur: 1, Flurstück: 54                            | Verputztes Fachwerkwohnhaus, Hofeingang mit Oberlicht, Scheune                                                                  | Frühes 18. Jahrhundert | 48978 DDB  |
| weitere Bilder | Ev. Kirche                         | Oberdorfstraße 38, Oberdorfstraße 40 LageFlur: 1, Flurstück: 71/1, 73/1 | Saalkirche von 1771 mit spätgotischem Chorturm, Kirchenschiff stilistisch an der Übergangszeit von Spätbarock zum Klassizismus  | Um 1300/1771           | 48979 DDB  |
| weitere Bilder | Wasserbehälter                     | Der Buchenwald LageFlur: 14, Flurstück: 2?                              | Historistisches Stollenportal aus Lungstein                                                                                     | 1911                   | 48982 DDB  |
| weitere Bilder | Autobahnmeisterei                  | Autobahnmeisterei LageFlur: 22, Flurstück: 80/1                         | Mehrteilige Anlage, kubisches zweieinhalbgeschossiges Haupthaus, traditionalistischer NS-Stil, klassizistische Anklänge, Pforte | 1938                   | 48983 DDB  |
| weitere Bilder | Neues Pfarrhaus                    | Sandgasse 10 LageFlur: 1, Flurstück: 79/1                               | Großvolumiger Bau mit Jugendstileinflüssen, hohes Satteldach                                                                    | 1906/7                 | 48980 DDB  |
| weitere Bilder | Schwengelpumpe                     | Sandgasse LageFlur: 2, Flurstück: 2                                     | Brunnenanlage mit Schwengelpumpe und Becken                                                                                     |                        | 48981 DDB  |

### Winnerod
| Bild            | Bezeichnung                                            | Lage                                                            | Beschreibung | Bauzeit              | Objekt-Nr. |
| --------------- | ------------------------------------------------------ | --------------------------------------------------------------- | --- | -------------------- | ---------- |
| weitere Bilder  | Zwierleingrabmal                                       | Der Buchwald LageFlur: 1, Flurstück: 30/3                       | Kubischer Gedenkstein für Freiherr von Zwierlein, gestiftet von seinen Kindern                                                                                               | 1813                 | 49005 DDB  |
| Bild gesucht BW | ‚Deines Stein‘                                         | Im Burgwald LageFlur: 3, Flurstück: 1                           | Gedenkstein aus Basalt zum Unfalltod eines Waldarbeiters |                      | 404717 DDB |
| weitere Bilder  | Pfarrhaus und Scheune                                  | Parkstraße 11 LageFlur: 1, Flurstück: 10/1                      | Schlichtes verputztes Ziegelmauerwerkgebäude, Bruchsteinscheune mit rundbogiger Einfahrt                                                                                     |                      | 49002 DDB  |
| weitere Bilder  | Ev. Kirche                                             | Parkstraße 13 LageFlur: 1, Flurstück: 8,9/1                     | Langhaus aus 12. Jh. nach Einsturz des Dachreiter 1950 neu errichtet, romanisch-gotischer Chor auf quadratischem Grundriss spätestens Mitte des 13. Jahrhunderts angebaut    | 12. Jahrhundert/1950 | 49003 DDB  |
| weitere Bilder  | Sachgesamtheit Herrenhaus, Gutshof und ehemaliger Park | Parkstraße 22 und 24 LageFlur: 1, Flurstück: 1/6, 1/5, 22/1, 23 | Wirtschaftshof, neunzoniger, klassizistischer, dreistöckiger, verschindelter Fachwerkbau, Wirtschaftsgebäude. Südliche Wirtschaftsgebäude heute Restaurant eines Golfplatzes | 1801                 | 49001 DDB  |
| weitere Bilder  | Pumpe                                                  | Parkstraße 8 LageFlur: 1, Flurstück: 20/5                       | Brunnenanlage mit zwei Wasserbecken und Schwengelpumpe |                      | 49004 DDB  |